# Édouard Béliard

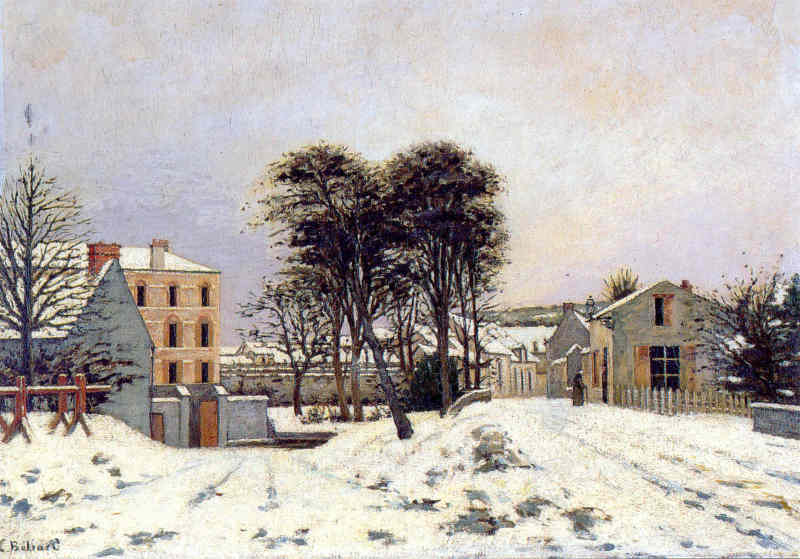
Edouard Béliard: Die Mühle von Chauffour, 1878

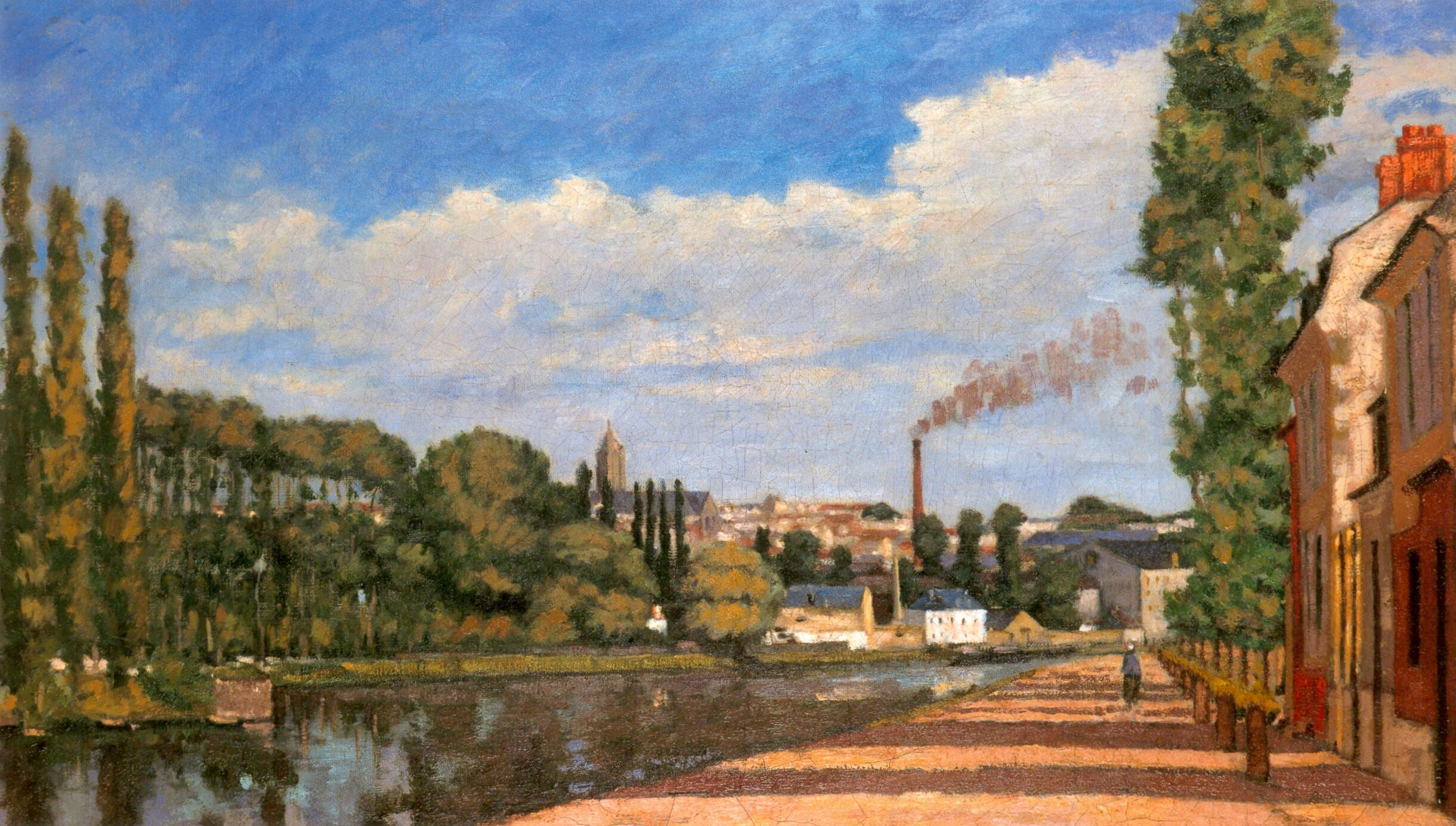
Pontoise, vue depuis l’Ecluse, vor 1875

Édouard Béliard (geboren 1832 in Paris; gestorben 1912 in Étampes) war ein französischer Maler, ehemaliger Bürgermeister von Étampes und Freimaurer.

## Leben
Édouard Béliard wurde in Paris geboren, seine Eltern heirateten 1832 in Étampes im damaligen Département Seine-et-Oise. Sein 1805 in Thouars geborener Vater war Kaufmann. Seine 1813 in Étampes geborene Mutter starb 1835, sein Vater heiratete 1836 erneut.
Édouard Béliard soll das Collège Henri-IV in Paris besucht haben, bevor er im Alter von 15 Jahren bei einem Notar in Étampes angestellt wurde. Von 1848 bis 1851 war er Privatsekretär des Schriftstellers der Romantik und Politikers Alphonse Esquiros (der nach dem Staatsstreich vom 2. Dezember 1851 ins Exil ging).
In den 1850er Jahren näherte sich Béliard den Pariser Künstlerkreisen an. In der Académie du Père Suisse lernte er 1860 Camille Pissarro kennen. Später schloss er Freundschaft mit Paul Cézanne, Armand Guillaumin und Ludovic Piette. Im Jahr 1868 stellte er sein Werk Intérieur d'atelier im Salon aus. Die meisten seiner Gemälde wurden im Deutsch-Französischen Krieg 1870 zerstört. Im Spätsommer 1872 schloss er sich wohl Camille Pissarro an, als er sich in Saint-Ouen-l’Aumône niederlässt.
Am 8. Dezember 1873 heiratete Édouard Béliard in Saint-Ouen-l'Aumône Émilie Clara Dubec, die zu diesem Zeitpunkt erst 16 Jahre alt war; Béliard war 25 Jahre älter.
1873 stellt Édouard Béliard ein Gemälde im Salon des refusés aus: Rue Rochechouart (Studie). Ende des Jahres gehört er zu den Unterzeichnern der Gründung der Société anonyme des artistes peintres, sculpteurs et graveurs, die die erste Ausstellung impressionistischer Maler initiiert, die am 15. April 1874 in Paris eröffnet wird. Édouard Béliard ist mit vier Bildern vertreten. Bei der zweiten Impressionisten-Ausstellung 1876 stellt er acht Landschaften aus, fünf davon mit dem Motiv Pontoise, wo er sich bis Anfang 1875 aufhält.
Nach 1876 verlässt Édouard Béliard das Pariser Künstlermilieu und lässt sich endgültig in Étampes nieder; insbesondere nimmt er nicht mehr an den späteren Impressionisten-Ausstellungen teil. Sein Pariser Atelier gibt er 1880 auf. Er stellt jedoch noch drei Gemälde im Salon aus: eines 1880 Le Faubourg Saint-Martin à Étampes, pendant la neige und zwei 1881 L’Ousche de Saint-Martin à Étampes und Les Courtils de Saint-Martin à Étampes.

## Politische Tätigkeit
In einem Brief von 1877 erwähnt Émile Zola, dass Édouard Béliard von den Schriften Pierre-Joseph Proudhons inspiriert wurde. Nachdem er seine Karriere als Maler aufgegeben hatte, engagierte sich Béliard in der Kommunalpolitik: 1878, 1881, 1884, 1886, 1890, 1904, 1908 und 1912 wurde er in den Stadtrat von Étampes gewählt. Im Jahr 1892 wurde er zum Bürgermeister der Stadt gewählt und 1896 wiedergewählt.